# Axonopus elegantulus
Axonopus elegantulus là một loài thực vật có hoa trong họ Hòa thảo. Loài này được (J.Presl) Hitchc. mô tả khoa học đầu tiên năm 1927.